# Référendum constitutionnel tchadien de 2023
Le référendum constitutionnel tchadien de 2023 a lieu le 17 décembre 2023 afin de permettre à la population du Tchad de se prononcer sur l'adoption d'une nouvelle Constitution devant remplacer celle de 2018.
Le scrutin intervient à l'issue d'une période de gouvernement militaire de transition, dirigé par le général Mahamat Idriss Déby depuis la mort en 2021 de son père, le président et maréchal Idriss Déby.
Le projet de constitution consiste essentiellement en un retour à la Constitution de 1996 avec un passage d'un régime présidentiel à un régime semi-présidentiel ainsi qu'un renforcement des droits fondamentaux. En conservant la nature unitaire de l’État, il provoque cependant une vive opposition de la part d'une partie de la population souhaitant l'instauration d'un État fédéral, les militaires ayant initialement promis que les deux projets seraient soumis au vote avant de revenir sur cette promesse.
Le projet est approuvé à une large majorité de près de 86 % des voix, pour une participation d'un peu moins de 63 %. Le vote de la nouvelle constitution ouvre la voie à une candidature de Mahamat Idriss Déby à l'élection présidentielle à venir.

## Contexte

### Mort d'Idriss Déby en 2021

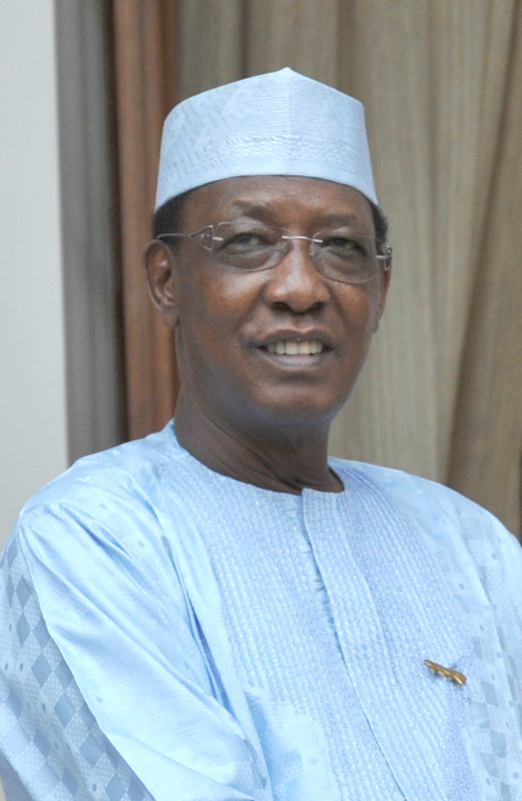
Idriss Déby

Arrivé au pouvoir par la force militaire avant d'être élu président à cinq reprises, Idriss Déby est à la tête du Tchad de 1990 à 2021. Un changement de constitution voté par l'Assemblée nationale, dominée par le Mouvement patriotique du salut d'Idriss Déby, met fin en 2018 à l'absence de limite du nombre de mandat présidentiel tout en allongeant sa durée de cinq à six ans. La nouvelle loi fondamentale ne tient cependant pas compte des mandats entamés avant sa promulgation, permettant à Idriss Déby d'être éligible pour deux autres mandats et de se présenter à l'élection présidentielle d'avril 2021,. Cette dernière doit alors être suivies des élections législatives, prorogées depuis cinq ans. En août 2020, Idriss Déby obtient d'être nommé maréchal par l'Assemblée après une offensive victorieuse quatre mois plus tôt contre des djihadistes.
Les résultats de l'élection présidentielle donnent Idriss Déby réélu pour un sixième mandat dès le premier tour, avec 79,32 % des voix face à six candidats « sans poids politique », accusés d’être de simples « faire-valoir ». Il est cependant tué le 20 avril au cours d'une visite sur le front opposant l'armée tchadienne aux rebelles du Front pour l'alternance et la concorde au Tchad.
Dés l'annonce de la mort d'Idriss Déby, un régime militaire de transition est instauré sous l'égide de son fils, le général Mahamat Idriss Déby,,. L'armée dissout l'Assemblée nationale et le gouvernement, puis décrète la fermeture des frontières et l'instauration d'un couvre-feu. Le Conseil annonce prendre le pouvoir pour une durée transitoire de 18 mois, à l'issue de laquelle des élections seront organisées, mais le calendrier annoncé est finalement allongé de plus de deux ans. La Junte militaire promulgue le 20 avril 2021 une Charte de transition, amendée et prorogée en octobre 2022. Le poste de Premier ministre est rétabli, et la fonction est successivement occupée par Albert Pahimi Padacké et Saleh Kebzabo.

### Transition militaire sous Mahamat Idriss Déby

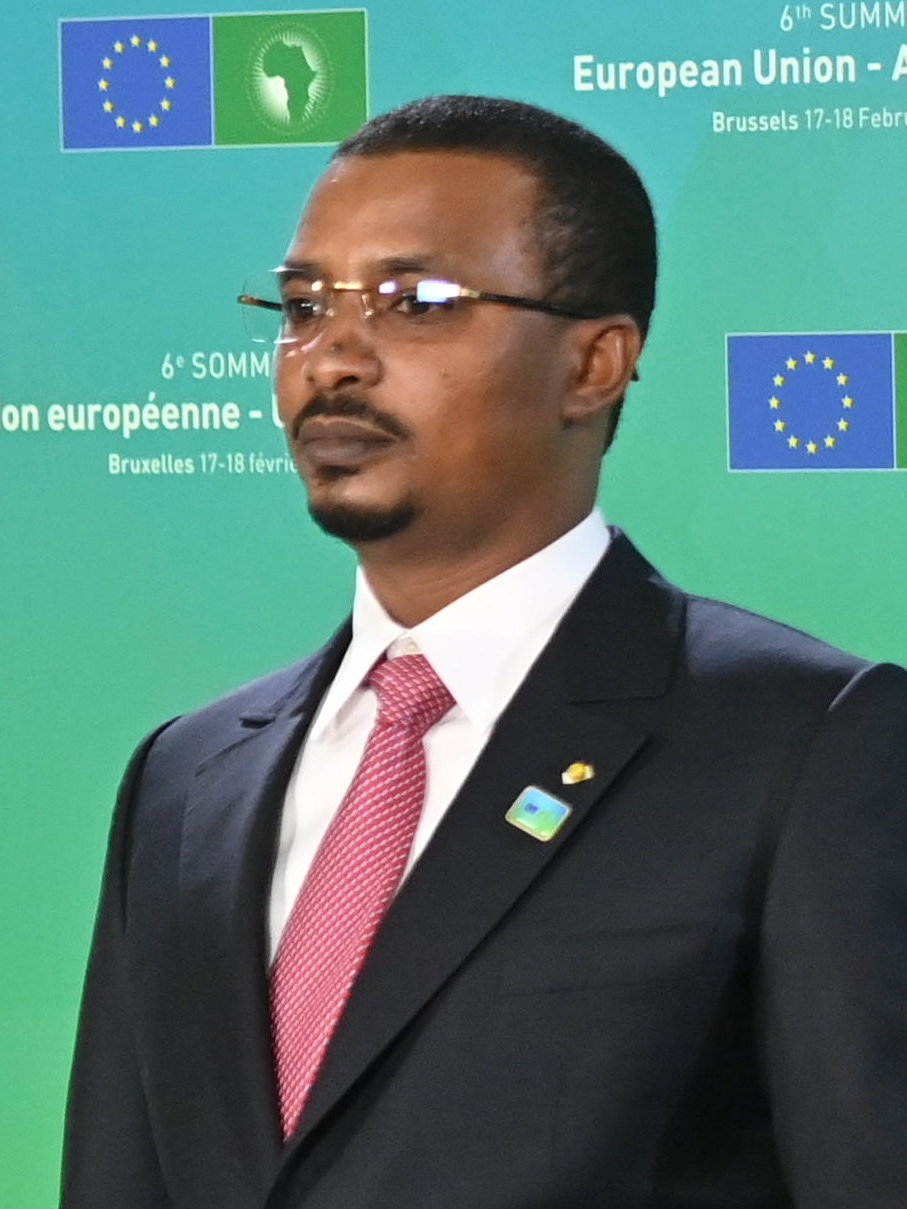
Mahamat Idriss Déby

Le gouvernement militaire organise un « Dialogue national inclusif et souverain » du 20 août au 8 octobre 2022 dans la capitale N’Djamena au cours duquel il recueille les avis de la population et des différentes forces politiques. Les débats constitutionnels du dialogue national portent en particulier sur la forme de l’État. Plusieurs organisations de la vie civile et formations politiques dont une partie de l'opposition appellent en effet à allez encore plus loin que la décentralisation envisagée, et réclament le passage d'un État unitaire à un État fédéral. La proposition, évoquée de longue date sous les mandats d'Idriss Déby, rencontre l'opposition de l'ancien parti présidentiel, le Mouvement patriotique du salut (MPS), ainsi que de celui du Premier ministre Saleh Kebzabo, l'Union nationale pour la démocratie et le renouveau (UNDR), qui la jugent vouée à l'échec,. Le gouvernement se montre cependant réticent, tout en laissant les membres du Dialogue envisager que le référendum à venir puisse comporter une question portant sur la nature de l'État, avec deux projets de constitution soumis au électeurs, l'un unitaire et l'autre fédéral,.
Annonçant suivre les recommandations du Dialogue national, le gouvernement adopte le 2 juin 2023 un avant-projet de constitution basé sur celle de 1996, augmentée de plusieurs modifications dont notamment la décentralisation et le bicaméralisme instauré par la constitution de 2018 mais encore non appliquée, ainsi que plusieurs dispositions retirant au président de la république la nomination de plusieurs institutions clés, et la mise en place d'une commission électorale indépendante,. La composition de la Commission nationale chargée de l'organisation du référendum constitutionnel (CONOREC) annoncée le même jour par les militaires fait l'objet de critiques en raisons de la prépondérance des partisans du MPS et de l'UNDR parmi ses membres,. L'adoption d'un unique avant-projet portant sur un État unitaire est vivement critiquée par l'opposition, pour qui elle « force la main » de la population, et qui appelle en conséquence au boycott du référendum à venir. Le vote se composerait en effet d'une question sur l'organisation de l'état, et d'une autre sur un projet de constitution portant sur une seule des deux organisations proposées. Figures notamment parmi les opposants à cette décision l'Union pour la démocratie et le progrès social (UDP) et l'Union pour la démocratie, le développement et la justice au Tchad (UDJT), parmi les principaux partis d'opposition, ainsi que l'ancien Premier ministre de transition, Albert Pahimi Padacké,.
L'avant-projet est malgré tout adopté le 22 mai 2023 par le Conseil national de transition (CNT) puis définitivement adopté le 27 juin par le CNT avec 174 voix pour, 4 contre et 3 abstentions. Cet ultime vote entérine l'abandon d'une éventuelle seconde question référendaire sur la forme de l’État, dont le porte-parole du gouvernement déclare qu'« il n'en a jamais été question ». La Junte militaire considère alors que la population a le choix entre voter pour une forme unitaire en approuvant le projet, ou pour une forme fédérale en le rejetant, auquel cas un second projet sera proposé dans les soixante jours. Estimant être « mise devant le fait accompli » et un résultat « couru d'avance » par un CNT « aux ordres de la junte », l'opposition fédéraliste réitère son appel au boycott du scrutin,,. Initialement prévu pour le 19 novembre 2023 lors du vote de l'avant-projet, le référendum constitutionnel est finalement repoussé d'un mois par la CONOREC, qui annonce courant juillet sa tenue le 17 décembre, précédée d'une période de campagne officielle du 25 novembre au 15 décembre,. Le scrutin est exceptionnellement ouvert le 16 pour les nomades, les militaires et la diaspora,.

## Objet

Carte des 23 provinces du Tchad

La nouvelle constitution soumise à référendum reprend en grande partie le texte de la Constitution de 1996. Contrairement à celle de 2018, celle-ci bénéficie en effet d'une meilleure image, étant le fruit de nombreuses consultations ayant abouti à un consensus au cours de la Conférence nationale souveraine organisée en 1993.
Le texte de cette nouvelle loi fondamentale — la onzième depuis l'indépendance du pays en 1960 — opère ainsi un retour à un régime semi-présidentiel qui vient remplacer celui présidentiel de 2018 en confirmant la restauration du poste de Premier ministre en tant que chef du gouvernement responsable devant l'Assemblée nationale, distinct du rôle de chef de l’État du président de la République. Le mandat de ce dernier passe de six à cinq ans, toujours renouvelable une seule fois de manière consécutive. L'âge minimum des candidats à la présidence est quant à lui abaissé de 40 à 35 ans. Le projet de constitution entérine par ailleurs l'existence du Sénat, théoriquement créé par la constitution de 2018 mais encore jamais mis en place, ainsi que le découpage du pays en 23 régions, ou provinces,.
Le texte est par ailleurs remarqué pour son objectif de restauration de plusieurs droits, concepts et institutions démocratiques qui s'étaient vu retirées du texte de 1996 par une successions de révisions constitutionnelles sous les présidences d'Idriss Déby. En termes de séparation des pouvoirs, l'indépendance proclamée de la justice est ainsi consolidée en attribuant la présidence du Conseil supérieur de la magistrature non plus au président de la République mais au président de la Cour suprême, auparavant second vice-président. La Haute Cour de justice, placée 2018 sous la juridiction de la Cour suprême, retrouve également son indépendance en tant qu'institution, ainsi que la seule détention du pouvoir de juger pour haute trahison le président de la République, ceux des autres institutions ainsi que les membres du gouvernement et leur éventuels complices. Il en va de même pour le Conseil constitutionnel, qui retrouve son indépendance de la Cour suprême et exerce seul le contrôle de constitutionnalité des lois, des lois organiques, des décrets et des traités internationaux. Son contrôle s'effectue de manière automatique avant leur promulgation mais également à posteriori sur la base d'un contentieux transmis au Conseil par une cour ordinaire. Le Conseil juge également les contentieux en matière électorale, et fait prêter serment au président de la République nouvellement élu. Au niveau de la justice militaire, une Cour d'appel est créée, s'ajoutant aux tribunaux militaires et à la Haute cour militaire déjà existants. Enfin, la Cour des comptes se voit élargie de 13 à 21 membres par l'inclusion de représentants de la magistrature.
En termes de droits fondamentaux, le texte proposé crée le poste de Médiateur de la République et constitutionnalise la Commission indépendante pour les droits humains, une autorité administrative désormais officiellement chargée de promouvoir et protéger les libertés individuelles. S'il conserve le Conseil économique, social, culturel et environnemental, le Haut conseil des collectivités autonomes et des chefferies traditionnelles ainsi que le Haute Autorité des médias et de l'audiovisuel, le nouveau texte instaure également une Agence nationale chargée de la gestion des élections (ANGE) qui vient remplacer de manière permanente la Commission électorale nationale indépendante (CENI) auparavant temporaire et placée sous l'autorité du gouvernement. Le changement de nom répond notamment à une demande exprimée lors du dialogue national inclusif, celui de CENI étant jugé trop chargé par l'expérience du régime autoritaire d'Idriss Déby,.

## Campagne

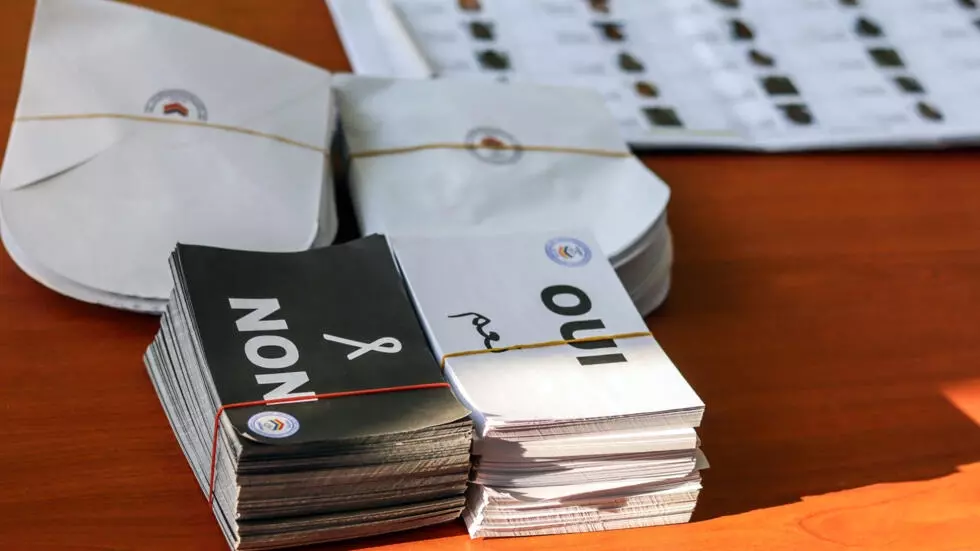
Bulletins de vote utilisés.

La campagne électorale qui débute officiellement le 25 novembre voit s'opposer les partisans de la junte et gouvernement favorables au « Oui », menés par l'ancien chef de l'opposition et actuel Premier ministre de transition Saleh Kebzabo, à une opposition divisée entre une partie appelant au boycott et une autre menée par l'opposant Ngarlejy Yorongar faisant campagne pour le « Non » sur le thème de la nature de l’État,,. Le texte porte en effet le choix d'un État unitaire qui est souligné jusque dans la question soumise à référendum : « Approuvez-vous le projet de Constitution qui vous est soumis consacrant la forme unitaire de l'État ? ». Craignant ouvertement qu'une fédéralisation ne conduise au morcellement du Tchad, le pouvoir militaire mené par Mahamat Idriss Déby prend le risque de cristalliser le rejet du projet de constitution en permettant à l'opposition de faire de cette question l'élément majeur de sa campagne. Selon un sondage publié en janvier 2023, 71 % de la population serait ainsi favorable à un État fédéral plutôt qu'unitaire. Le projet s'appuyant sur la constitution de 1996, les partisans de la fédéralisation ne manquent pas de rappeler que le choix d'une simple décentralisation avait alors été celui un compromis, permettant d'effectuer la transition avant de passer à terme à un système fédéral. Depuis, le système unitaire s'est ainsi vu de plus en plus critiqué, la centralisation des pouvoirs étant perçue comme directement à l'origine des nombreux problèmes auxquels est confronté le pays,.
Déjà critiquée pour avoir failli à sa promesse de rendre le pouvoir aux civils sous dix huit mois, l'attitude de la junte militaire exacerbe par ailleurs les tensions. En feignant d'accepter de permettre à la population de décider de la nature de l’État lors du référendum, avant de finalement choisir unilatéralement de ne soumettre au vote que son projet unitaire, celle-ci se voit accusée de duperie et provoque une crise politique en totale opposition avec l'objectif assumé de réconciliation nationale,,. La prise de position de Saleh Kebzabo, qui fait campagne pour le « Oui » tout en étant Premier ministre est également critiquée par l'opposition, qui dénonce son implication et l'utilisation des moyens de l'État comme un manquement au devoir de neutralité.
L'adoption par référendum est néanmoins jugée probable, si besoin par le biais d'une fraude électorale. L'insistance des institutions de transition à déclarer que tout les Tchadiens sans exception pourront se porter candidats à la future élection présidentielle, au lieu de mettre en place des interdictions de concourir pour les dirigeants de la transition, rend par ailleurs très probable une candidature de Mahamat Idriss Déby. L'abaissement de quarante à trente-cinq ans de l'âge minimum pour pouvoir concourir à l'élection — après celui de quarante-cinq à quarante ans en 2020 — favorise également ce dernier, âgé de trente neuf ans. La nouvelle constitution soumise à référendum pose ainsi les bases d'une élection qui devrait entériner la poursuite du système mis en place sous Idriss Déby,.

## Résultats
| Choix                     | Votes     | %     |
| ------------------------- | --------- | ----- |
| Pour                      | 4 220 365 | 85,90 |
| Contre                    | 692 804   | 14,10 |
|                           |           |       |
| Votes valides             | 4 913 169 | 94,87 |
| Votes blancs et invalides | 265 445   | 5,13  |
| Total                     | 5 178 614 | 100   |
| Abstention                | 3 059 154 | 37,14 |
| Inscrits/Participation    | 8 237 768 | 62,86 |

## Analyse et conséquences
Les résultats provisoires rendus publics le 24 décembre par la Commission nationale chargée de l'organisation du référendum constitutionnel (Conorec) donne le « Oui » vainqueur par 86 % des voix. Ils sont proclamés le 28 décembre par la Cour suprême après rejet du recours déposé par la coalition d'opposition Bloc Fédéral, qui dénonce des irrégularités dans déroulement du scrutin,,. 
L'adoption de la nouvelle constitution ouvre la voie à un retour du pouvoir aux civils, prévu l'année suivante via l'organisation d'élections législatives et d'une élection présidentielle à laquelle pourra se présenter le général Mahamat Idriss Déby,.